# Blohm + Voss
Blohm + Voss (historycznie: Blohm und Voss, Blohm & Voss) – niemieckie przedsiębiorstwo – stocznia, od 1996 roku w składzie koncernu Thyssen Industrie AG, zajmujące się produkcją i budową statków, okrętów oraz samolotów.
Firma została założona 5 kwietnia 1877 roku przez dwóch przedsiębiorców: Hermanna Blohma i Ernsta Vossa na wyspie Kuhwerder, prawie w centrum Hamburga. Silny rozwój nastąpił przed I wojną światową, a następnie po dojściu do władzy Adolfa Hitlera, kiedy to rozpoczęto masową produkcję okrętów. W 1933 roku powołano wydział stoczni, zajmujący się budową samolotów, zwłaszcza morskich dla potrzeb Lufthansy i Luftwaffe. W czasie II wojny światowej stocznia kompletnie zniszczona, obecnie buduje jednostki dla Deutsche Marine oraz na eksport. Wśród jej klientów znaczące miejsce zajmują firmy branży przybrzeżnych instalacji morskich (offshore).
W 2018 r. zajmowała powierzchnię około 451 000 m², posiada około 2100 m nabrzeży, 7 doków do budowy statków o maksymalnej długości do 351 m oraz pochylnie, jak również około 92 000 m² zadaszonej powierzchni produkcyjnej.
Wybrane jednostki zbudowane w stoczni:
- żaglowce: „Peking”, „Pamir”, „Passat”, „Gorch Fock”, „Dar Pomorza”
- statki pasażerskie: SS „Europa”, SS „Cap Arcona”, MS „Wilhelm Gustloff”
- jachty: „Savarona”, „Enigma”
- okręty:
  - I wojny światowej: „Derfflinger”, „Goeben”, „Moltke”, „Scharnhorst”, „Seydlitz”, „Von der Tann”
  - II wojny światowej: „Admiral Hipper”, „Bismarck”; U-Booty typów: VII, XVII, XXI, XXVI – łącznie 224 jednostki (licząc te, które weszły do służby)
  - współczesne: fregaty rakietowe typu 122, typu 123, typu 124.